# Olympische Sommerspiele 1900/Teilnehmer (Griechenland)
| Silbermedaillen | Bronzemedaillen | 3. |
| --------------- | --------------- | -- |
| —               | —               | —  |

Das Königreich Griechenland nahm an den Olympischen Sommerspielen 1900 in Paris, Frankreich, mit einer Delegation von drei Sportlern teil.

## Teilnehmer nach Sportarten

### Golf
- Alexandros Merkati
Einzel: 11. Platz

### Leichtathletik
- Panagiotis Paraskevopoulos
Kugelstoßen: 5. Platz
Diskuswerfen: 4. Platz

- Sotirios Versis
Kugelstoßen: ??